# 9920 Bagnulo
9920 Bagnulo este un asteroid din centura principală de asteroizi.

## Descriere
9920 Bagnulo este un asteroid din centura principală de asteroizi. A fost descoperit pe 1 martie 1981 la Siding Spring de Schelte J. Bus. Asteroidul prezintă o orbită caracterizată de o semiaxă mare de 2,78 ua, o excentricitate de 0,04 și o înclinație de 3,3° în raport cu ecliptica.